# Florence Sabin

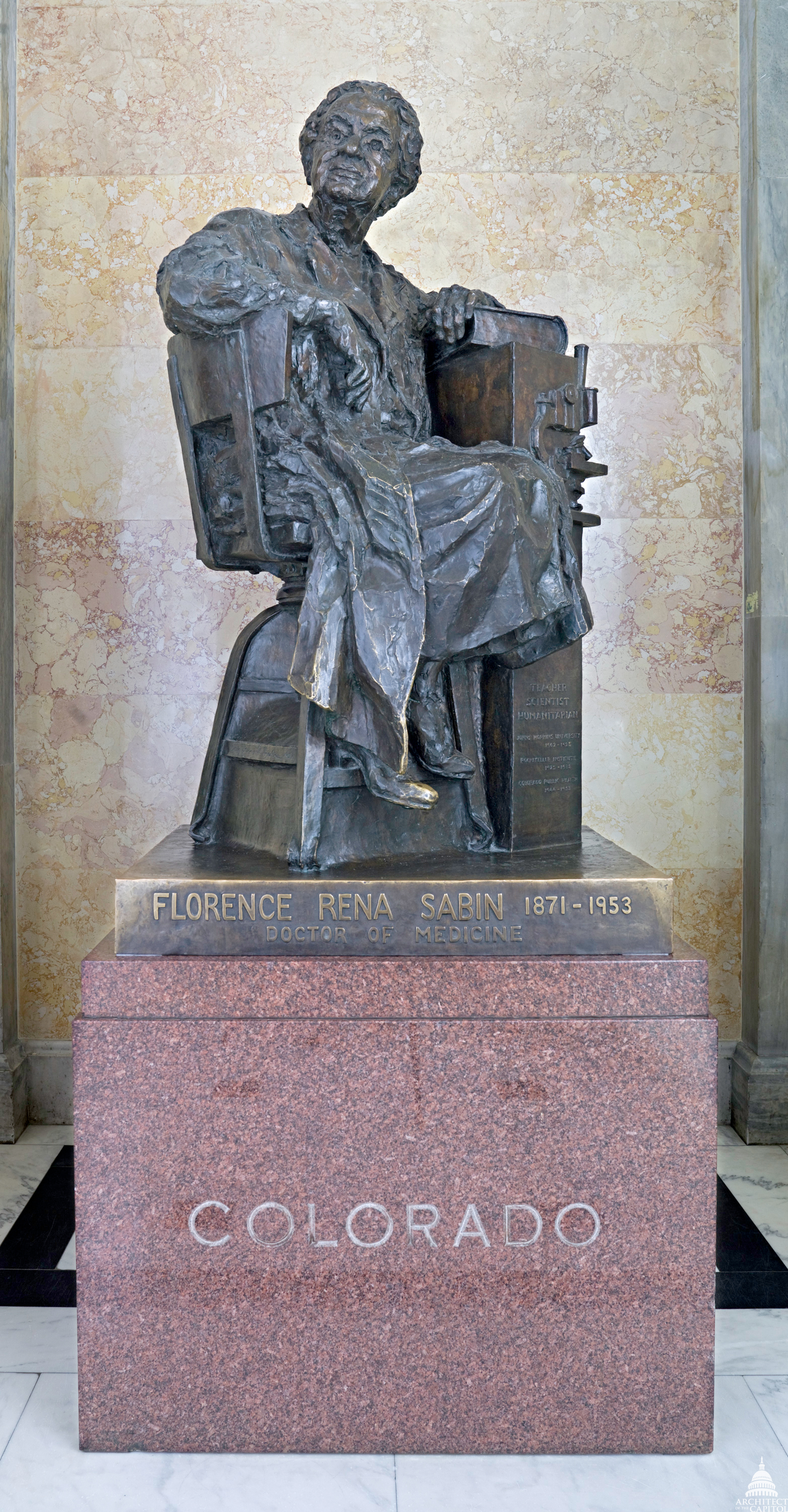
Florence R. Sabins staty i Kapitoleum.

Florence Rena Sabin, född 9 november 1871, död 3 oktober 1953, var en amerikansk medicinsk forskare inom anatomi som undersökte det lymfatiska systemet. Hon kom på flera sätt att bli en pionjär som kvinnlig forskare; hon var den första kvinnliga professorn på den prestigefyllda Johns Hopkins University School of Medicine, den första kvinnan som blev invald i den amerikanska vetenskapsakademin, och den första kvinnliga ledaren för ett departement på forskningsinstitutet Rockefeller. Som pensionär gjorde hon sig känd som folkhälsoaktivist.

## Biografi
Sabin föddes 1871 i Central City i Colorado. 1893 tog hon examen från Smith College i Massachusetts. Efter att ha undervisat i Denver och på Smith College började hon 1896 vid Johns Hopkins University School of Medicine, där hon 1900 blev den första kvinnan att avlägga akademisk examen. Hon tillbringade ett år på Johns Hopkins-sjukhuset och återvände sedan till forskning vid Johans Hopkins.
Som student visade sig Sabin vara särskilt skicklig i laboratoriearbete. Hennes modell av nyföddas hjärnstam användes på många håll för undervisning inom läkarutbildningen. 1901 publicerade hon An Atlas of the Medulla and Midbrain, som kom till användning som lärobok.
Efter att Johns Hopkins 1902 släppte sin tidigare policy att inte anställda kvinnliga lärare vid sin medicinska fakultet anställdes hon som assistent och började undervisa i anatomi. 1917 blev Sabin professor i histologi på universitetet, och kom således att bli den första kvinnliga ordinarie medicinprofessorn. Några år senare valdes hon, som första kvinna, in i det amerikanska anatomisällskapet som hon 1924 blev ordförande för. 1925 valdes hon in i National Academy of Sciences.
Under ett antal år fokuserade hennes forskning på det lymfatiska systemet. Hon bevisade att lymfkärlen bildas från ett särskilt cellskikt i vissa vener i foster, och inte som tidigare hade antagits från mellanrummet mellan cellerna. Detta etablerade henne som en framstående forskare. Hon forskade därefter kring blod, blodkärl och blodkroppar och gjorde många upptäckter gällande deras ursprung och utveckling.
I september 1925 flyttade hon till New York och började där arbeta på Rockefellerinstitutet för medicinsk forskning, där hon blev den första kvinnliga forskaren. Hon var ledare för forskningen av cellvävnad. I New York forskade hon också kring tuberkulos, särskilt den roll som monocyter har i bildandet av tuberkel.
1938 gick Sabin i pension från Rockefellerinstitutet och flyttade till Denver där hon 1944 blev medlem av en planeringskommitté kring folkhälsofrågor efter krigsslutet som tillsattes av Colorados guvernör. Hon var den drivande kraften bakom en total omorganisation av delstatens hälso- och sjukvårdsorganisation. Den tillhörande lagstiftningen gick under samlingsnamnet "Sabin Health Laws". 1948 blev hon föreståndare för staden Denvers hälso- och sjukvårdsorganisation och stannade på denna post till 1953. Lönen hon tilldelades för detta arbete skänkte hon oavkortat till medicinsk forskning. Hon avled den 3 oktober 1953.
1934 publicerade hon en biografi över hennes tidigare mentor vid Johns Hopkins, Franklin P. Mall, under titeln Franklin Paine Mall: The Story of a Mind.
Delstaten Colorado valde Sabin som en av sina två representanter till National Statuary Hall i Kapitolium.

## Utmärkelser
Nedslagskratern Sabin på planeten Venus är uppkallad efter henne.